# Örtze
L'Örtze est une rivière allemande d'une longueur de 62 km qui coule dans le land de Basse-Saxe. Elle est un affluent de l'Aller et donc un sous-affluent de la Weser.

## Traduction
- (en) Cet article est partiellement ou en totalité issu de l’article de Wikipédia en anglais intitulé « Örtze » (voir la liste des auteurs).